# TV Fronteira Paulista
TV Fronteira Paulista (também chamada apenas de TV Fronteira) é uma emissora de televisão brasileira sediada em Presidente Prudente, cidade do estado de São Paulo. Opera no canal 31 UHF digital, e é afiliada à TV Globo. Pertence ao Grupo Paulo Lima, que também controla a 99 FM, a CBN Prudente e a Rádio Fronteira, transmitindo sua programação para 56 municípios do oeste do estado. Seus estúdios localizam-se no bairro Vila Charlote, e sua antena de transmissão está no alto do Edifício Alexandre Fernandes, no Centro.

## História
A emissora foi inaugurada no dia 1.º de junho de 1994 pelo seu acionista, Paulo César de Oliveira Lima. Com os mais altos índices de audiência da TV aberta regional, exibe a programação da Rede Globo, além de programas locais que valorizam a região, sempre com o padrão de qualidade e diversificação que a TV Globo mantém.
Através de investimentos constantes, já em 1997, foi a primeira emissora inteiramente digital do Brasil. Mesmo não existindo a televisão digital no país, passou a produzir conteúdo digital, ganhando qualidade significativa nas produções locais e otimizando o tempo de produção.
Em 19 de abril de 2022, a TV Fronteira Paulista anunciou o fechamento de sua sucursal na cidade de Dracena, ocasionando a demissão de todos os funcionários. A informação pegou os funcionários de surpresa, que alegaram não haver problemas econômicos.
Em 25 de outubro de 2024, foi anunciado que a TV Fronteira deixaria de ser afiliada à TV Globo após 30 anos. A mudança, inicialmente prevista para 1º de janeiro de 2025, foi adiada para o dia 31 de agosto, a fim de conseguir tempo para que a cobertura da emissora carioca passasse a ser atendida pela TV TEM, que voltaria a região de Presidente Prudente após 30 anos, além do cumprimento de cláusulas comerciais.
Em 18 de julho de 2025, no entanto, a TV Fronteira entrou com uma ação judicial contra a TV Globo, exigindo que o contrato de afiliação seja renovado por mais 5 anos. A emissora prudentina ainda acusou a rede carioca de estar promovendo práticas de concorrência desleal para beneficiar a TV TEM. Ainda de acordo com a estação, o fim da afiliação com a Globo inviabilizará a continuidade de suas atividades, levando ao risco iminente de "falência e desemprego em massa".
Em decisão favorável à TV Fronteira, a TV Tem fica impedida de assumir a transmissão no dia 1º de setembro de 2025 até decisão final sobre o caso. Por outro lado, a TV Tem também sofreu outra derrota por uso indevido do nome “TEM”, que pertence à Tem Publicidade e Comércio de Painéis e Luminosos Ltda seno obrigada a mudar de nome na mesma 12 .

## Controvérsias
Durante o primeiro debate eleitoral entre os candidatos a prefeito de Presidente Prudente realizado pela Band Paulista em 8 de agosto de 2024, o então candidato e proprietário da emissora, Paulo Lima (PSB), cutucou as concorrentes como a Record Rio Preto e o SBT Interior por supostamente não exibirem reportagens negativas contra o então prefeito e candidato à reeleição da cidade, Ed Thomas (MDB), enquanto fazia a propaganda da TV Fronteira por divulgar os escândalos. Além disso, o dono do canal também já foi acusado por ex-funcionários de assédio moral e sexual e de vender conteúdos como apostilas para prefeituras dos estados de São Paulo e Rio de Janeiro, utilizando sócios fantasmas, num ato que é apelidado popularmente de "laranjas" e outras práticas denunciadas ao Ministério das Comunicações.
A declaração de Lima no debate da Band acabou repercutindo negativamente nos bastidores da TV Globo, juntamente a outras polêmicas em que o proprietário estava se envolvendo, sendo uma delas no primeiro semestre de 2024, quando o mesmo ao divulgar a Fundação Agripino Lima durante os intervalos comerciais, enquanto era pré-candidato pelo PSB, fez ataques à comunidade LGBTQIAP+, associando esta também a um suposto apoio ao movimento abortista, levando a estação carioca a decidir não renovar o contrato de afiliação, oficializando a decisão no dia 25 de outubro de 2024.

## Sinal digital
A TV Fronteira Paulista iniciou suas transmissões digitais em 6 de dezembro de 2010, através do canal 31 UHF para Presidente Prudente e mais 10 cidades próximas. Seus programas locais passaram a ser produzidos em alta definição em 29 de março de 2018, dia posterior a data inicialmente prevista no cronograma oficial da ANATEL para o desligamento analógico, que foi adiado.
Transição para o sinal digital
Com base no decreto federal de transição das emissoras de TV brasileiras do sinal analógico para o digital, a TV Fronteira Paulista, bem como as outras emissoras de Presidente Prudente, cessou suas transmissões pelo canal 13 VHF em 18 de abril de 2018, seguindo o cronograma oficial da ANATEL.